# Vierzehnheiligen (basiliek)
De basiliek Vierzehnheiligen (letterlijk: 'veertien heiligen') bij de Duitse plaats Bad Staffelstein is een bedevaartskerk in Oberfranken (Beieren). De naar ontwerp van Balthasar Neumann gebouwde kerk is gewijd aan de veertien noodhelpers en is het reisdoel van 500.000 bezoekers per jaar.
De laat-barokke basiliek is gelegen tussen Bad Staffelstein en de districtsstad Lichtenfels (Obermainland). Het huidige gebouw werd gebouwd tussen 1743 en 1772, naar een ontwerp van architect Balthasar Neumann. De basiliek behoort tot het aartsbisdom Bamberg en bezit sedert 1897 de status van basilica minor.

## Geschiedenis van de bedevaart
In de jaren 1445-1446 krijgt een schaapsherder tot driemaal toe een visioen van het Kindeke Jezus en de veertien noodhelpers. Op dit wonder volgt nog een ander wonder: een ernstig zieke maagd wordt naar de plek van de verschijningen gebracht, waarna zij op wonderbaarlijke wijze geneest. Op aandrang liet de cisterciënzer abdij Langheim een kapel bouwen ter ere van de veertien noodhelpers voor de onmiddellijk ingezette stroom bedevaartgangers. Nadat de kapel werd verwoest gedurende de boerenopstanden in 1525 en de Dertigjarige Oorlog werd besloten tot de bouw van een grote kerk.

## Geschiedenis van de basiliek
De bouw van de kerk werd in samenwerking met enkele andere bouwheren geleid door de Langheimer abt Stephan Mösinger, die van vorst-bisschop Friedrich Karl Reichsgraf van Bamberg de toestemming ontving om de oude bedevaartskerk te vervangen door representatieve nieuwbouw. In 1742 werd Balthasar Neumann aangetrokken om zijn ontwerp uit te voeren. De eerstesteenlegging van de kerk vond plaats in april 1743. Al snel moest architect Balthasar Neuman vaststellen dat Gottfried Heinrich Krohne, die de bouw in de kerk leidde, van het overeengekomen plan was afgeweken en het oorspronkelijke plan een stuk naar het oosten had verplaatst. Omdat de plek waar het genade-altaar moest komen onwrikbaar vastlag, namelijk op de plaats waar de visioenen van de schaapsherder hadden plaatsgevonden, kon het altaar niet meer zoals voorzien in de viering worden opgesteld. Het altaar kwam nu tegen alle liturgische gewoonten in het middenschip van de kerk te liggen. De bisschop was van mening dat de fout berustte op onkunde van de protestant Krohne, die kennelijk onvoldoende op de hoogte was van de eisen die worden gesteld aan een rooms-katholieke bedevaartskerk. Een andere mogelijkheid was dat Krohne slechts probeerde de bouwkosten zo gering mogelijk te houden. Hoe dan ook, de ontstelde bisschop eiste dat alle protestantse aanpassingen ongedaan moesten worden gemaakt. Er werd voorgesteld om de reeds opgetrokken muren nu volledig te gebruiken voor het koor; de lengte van de kerk zou dan echter veel langer worden en zou dan bijna alle barokke kerken in Duitsland in grootte overtreffen. Dit plan werd echter als te ambitieus beschouwd, van afbraak van de opgetrokken muren kon evenmin sprake zijn en dus werd Neuman gevraagd op basis van de reeds bestaande situatie een nieuw project te ontwikkelen om zo van de kerk alsnog een waardig heiligdom te maken. Neumann behield het toezicht op de bouw tot zijn dood in 1753. Het nieuwe plan van Neumann was nog toen niet geheel uitgevoerd. De kundige bouwmeester Thomas Nißler uit Staffelstein voltooide de bouw in 1772 naar eigen inzicht.
Vorst-bisschop Adam Friedrich von Seinsheim wijdde de kerk op 14 september 1772.
Enkele decennia later braken er moeilijke tijden aan. Na de secularisatie in 1803 moesten de cisterciënzers, onder wier hoede de bedevaartskerk viel, hun kloostergebouwen en proosdij bij Vierzehnheiligen verlaten. De kerkschatten werden verpatst, altaarschilderijen verdwenen spoorloos. Een deel van het orgel, destijds zeer waardevol, en de klokken van de kerk werden aan de meestbiedende verkocht. Zelfs de bedevaarten werden verboden.
In 1835 werd de kerk getroffen door blikseminslag waarbij het orgel, de spitsen van de beide torens en het dak verbrandden. Inmiddels was de kerk een bouwval geworden. In 1839 vertrouwde de Beierse koning Lodewijk I de Franciscanen de bedevaart toe. De Franciscanen herstelden de kerk, waarbij zij enkele wijzigingen aanbrachten. Vier vensters verdwenen achter een nieuw orgel, de torenspitsen kregen een ander aanzien en ook het interieur week gedeeltelijk af van Neumanns oorspronkelijke plan.
In 1897 verleende paus Leo XIII de Vierzehnheiligen de status van Basilica minor. In de loop van de 20e eeuw werd de kerk meerdere malen gerenoveerd en wel zodanig dat de kerk weer overeenkomt met het oorspronkelijke ontwerp van Balthasar Neumann. Bij de laatste restauratie werden er geen wijzigingen meer aangebracht aan de architectuur. Het nieuwe orgel werd in 1999 zodanig geïnstalleerd dat er nog slechts één kerkvenster verscholen gaat.

## Architectuur en interieur

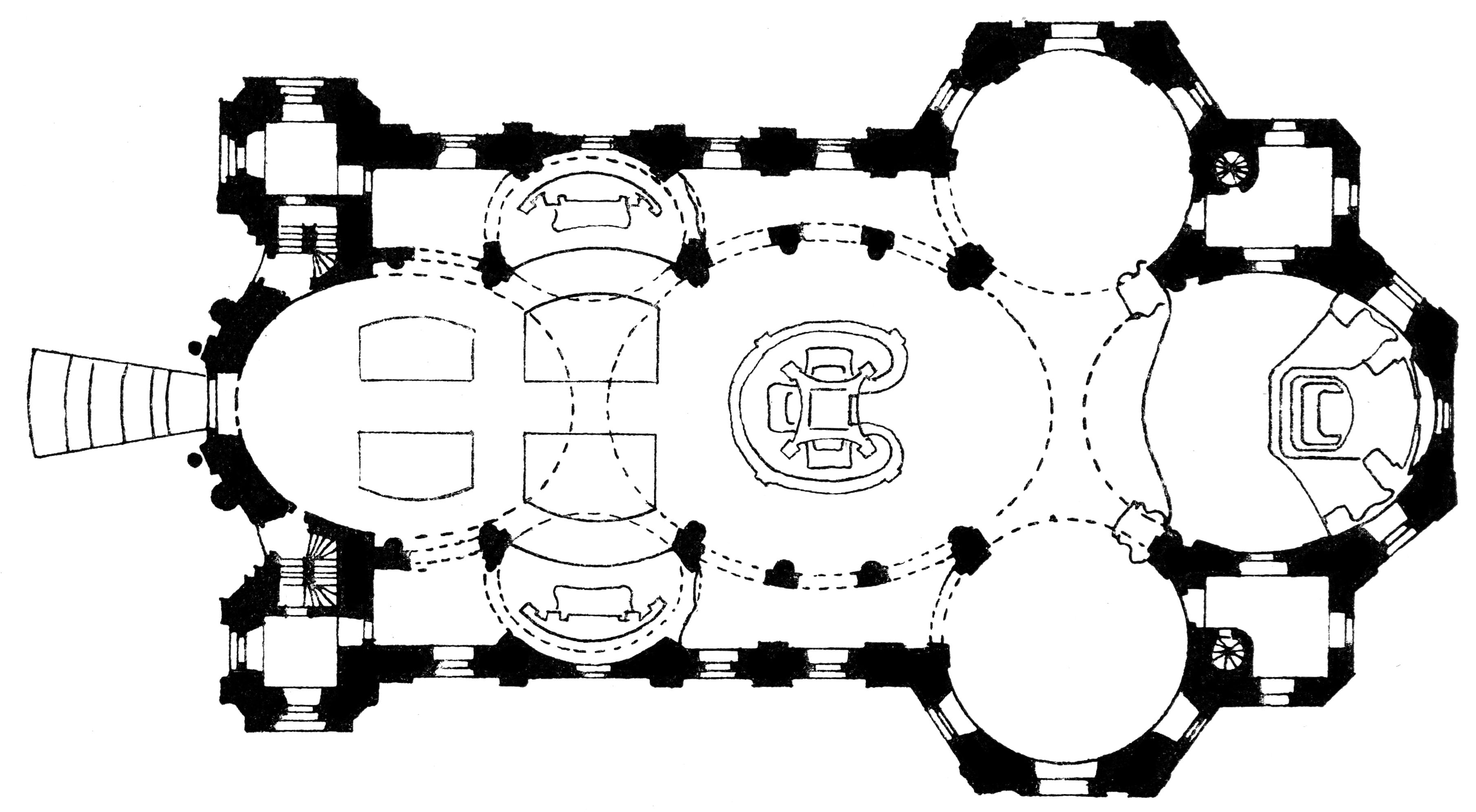
Plattegrond

De kerk heeft een imposant front met een elegant, vooruitspringend middendeel, geflankeerd door twee hoge torens. Het hoge front van de kerk is in wijde omtrek te zien en lijkt een antwoord te willen geven op de aan de andere zijde van het dal gelegen kerk van het klooster Banz. Het front van de kerk geldt als een van de imposantste van de barok.
Onafhankelijk van de buitenmuren verdeelde Neumann de binnenruimte in meerdere ovalen,  waarmee hij een zeer dynamisch geheel creëerde. Om het genade-altaar bouwde Neumann het grootste en centraal gelegen genade-ovaal.
Het fijne stucwerk, de beschildering en het genade-altaar maken van de basiliek het meest door de rococostijl beïnvloede godshuis van Balthasar Neumann. Ook het licht, dat door vele vensters en vaak indirect binnenvalt, draagt bij aan de bijzondere sfeer van de ruimte.
De 12 cm dikke gewelven werden na de dood van Neumann aangebracht. De gewelven werden niet vervaardigd van het meest solide materiaal en niemand geloofde dat de gewelven het zouden blijven houden. Maar ze overleefden tot op de dag van vandaag, ondanks de brand van 1835 en de blootstelling aan de weersinvloeden van de daaropvolgende jaren (de kerk had na de brand twee jaar geen dak). Het is zonder twijfel een meesterwerk van de uit Staffelstein afkomstige bouwmeester Thomas Nißler, die niet alles tevoren kon berekenen en slechts kon vertrouwen op zijn ervaring.

### Genadealtaar

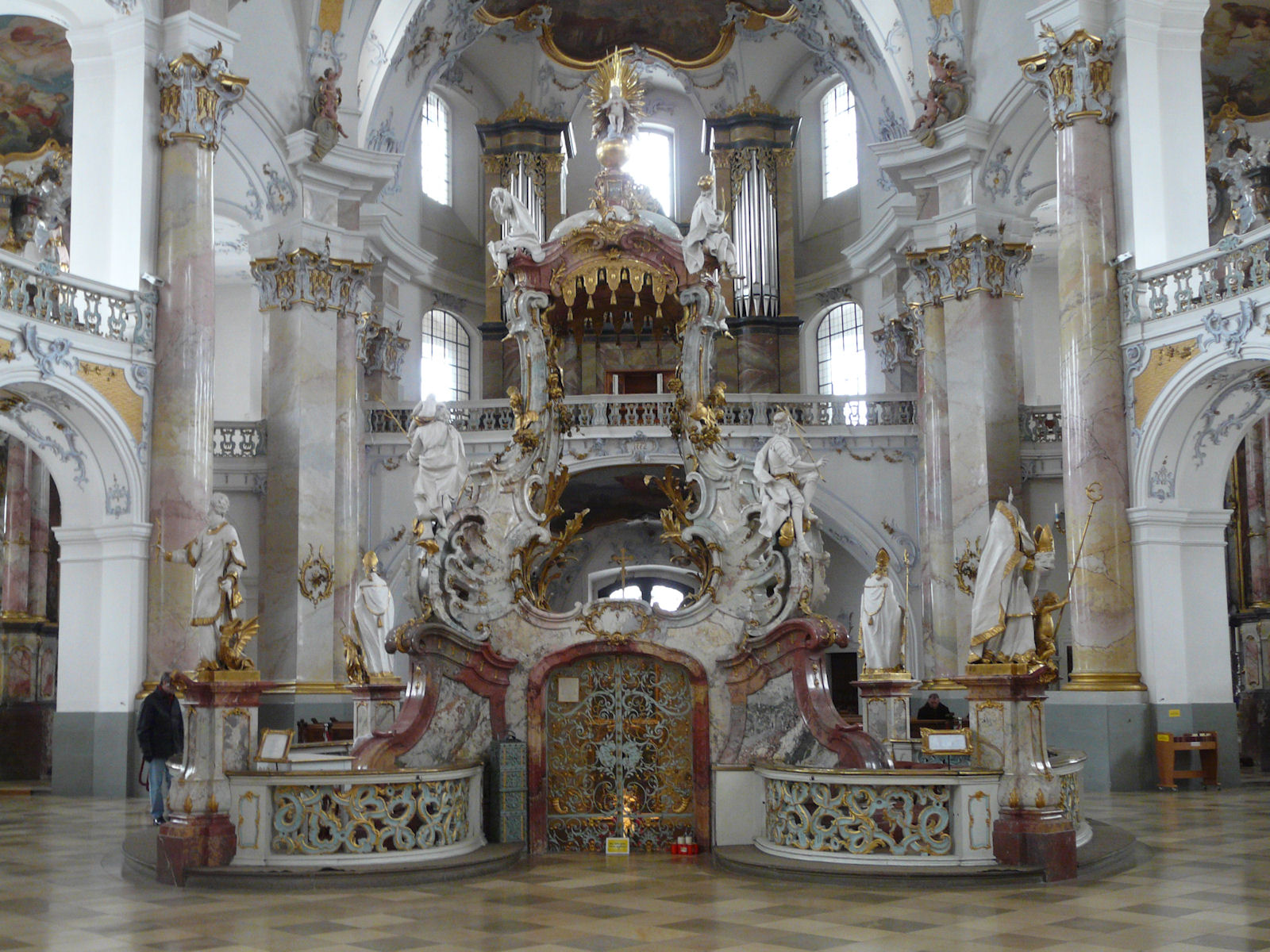
Genade-altaar

Het rococoaltaar gewijd aan de patronen van de kerk staat vrij in de ruimte en overspant de plek waar de schaapsherder zijn visioenen kreeg. Het altaar wordt omgeven door de beelden van de veertien noodhelpers en een communiehek. Twaalf van de veertien noodhelpers zijn in drie niveaus in vier richtingen geplaatst. De noodhelpers Barbara en Catharina bevinden zich op de twee zijaltaren. De locatie van het altaar bevindt zich vanwege de constructieverschuiving niet zoals oorspronkelijk bedoeld onder de viering, maar in het midden van het kerkschip. Onder het baldakijn bevindt zich een ruimte die een doorkijk biedt naar het hoogaltaar.
De veertien noodhelpers zijn:
- Achatius, martelaar, aangeroepen tegen hoofdpijn
- Barbara, maagd en martelares, aangeroepen tegen koorts
- Blasius, bisschop en martelaar, aangeroepen tegen keelpijn
- Catharina, maagd en martelares, aangeroepen tegen de pest
- Christoffel, martelaar,  aangeroepen tegen de pest
- Cyriacus, diaken en martelaar, aangeroepen tegen bekoringen op het sterfbed
- Dionysius, bisschop en martelaar, aangeroepen tegen hoofdpijn
- Erasmus van Formiae, bisschop en martelaar, aangeroepen tegen maag- en darmklachten, ook bekend als Sint Elmo
- Eustachius, martelaar, aangeroepen tegen familiale meningsverschillen
- Joris, soldaat martelaar, aangeroepen tegen ziekten van huisdieren
- Egidius, kluizenaar en abt, aangeroepen tegen plagen
- Margaretha, maagd en martelares, aangeroepen bij zwangerschap
- Pantaleon, bisschop en martelaar, patroonheilige van artsen
- Vitus, martelaar, aangeroepen tegen epilepsie

### Orgel

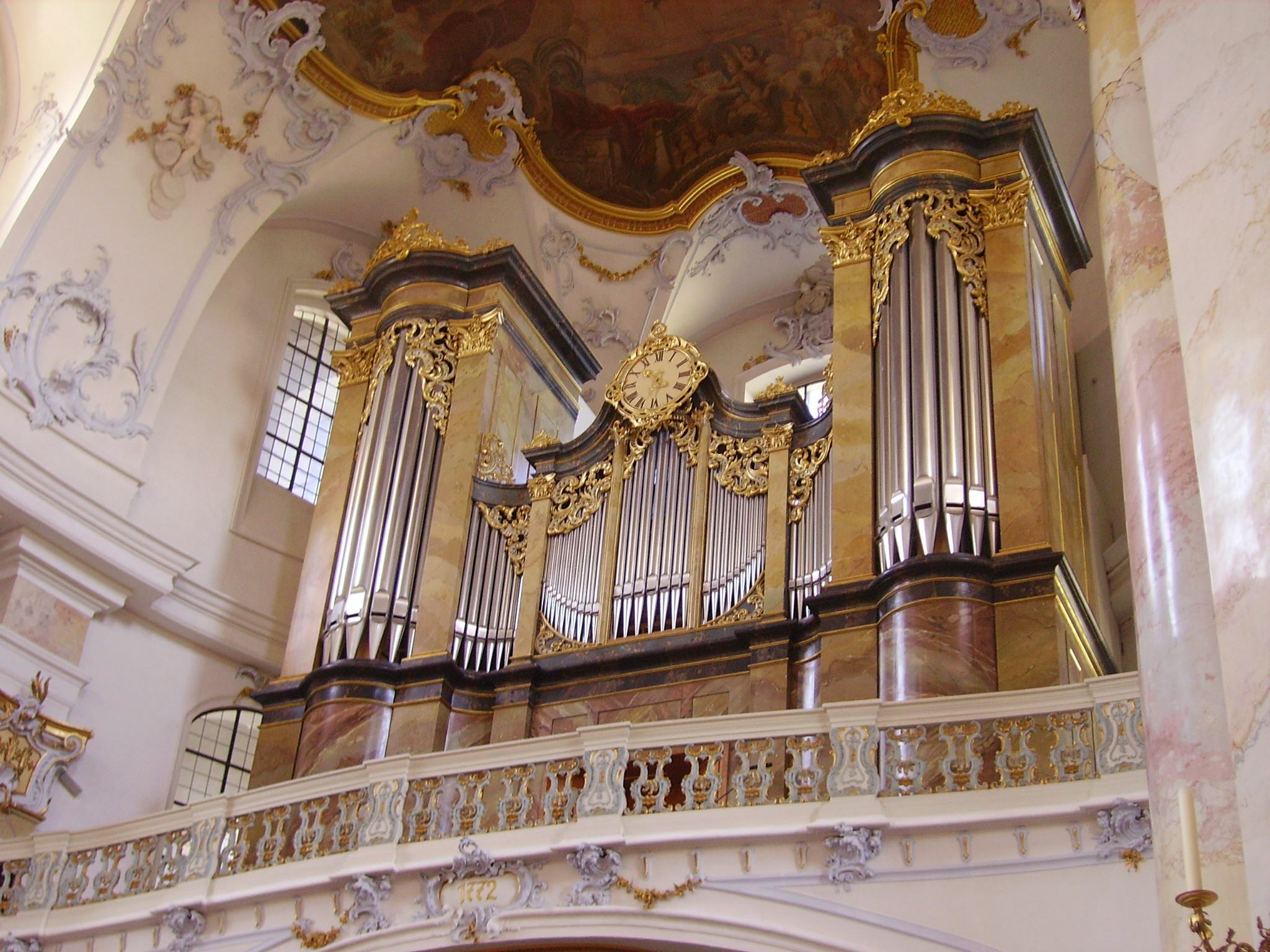
Rieger-orgel

Reeds in de 18e eeuw had de kerk de beschikking over twee orgels. Eén orgel stond op de galerij boven de sacristie, het grotere orgel stond op de westelijke galerij. In de loop der tijd bevonden zich orgels van Augustin Ferdinand Bittner uit Neurenberg en Ludwig Weineck uit Bayreuth in de basiliek. In 1905 bouwde de firma Steinmeyer een groter orgel, dat in 1951 door hetzelfde orgelbedrijf werd vernieuwd. Na een renovatie moest er vanwege schade aan het orgel door de Oostenrijkse firma Rieger Orgelbau een nieuw orgel geplaatst worden. In het zuidelijke dwarsschip van de basiliek bevindt zich bovendien een klein, mobiel orgel van Eisenbarth.

## Afbeeldingen

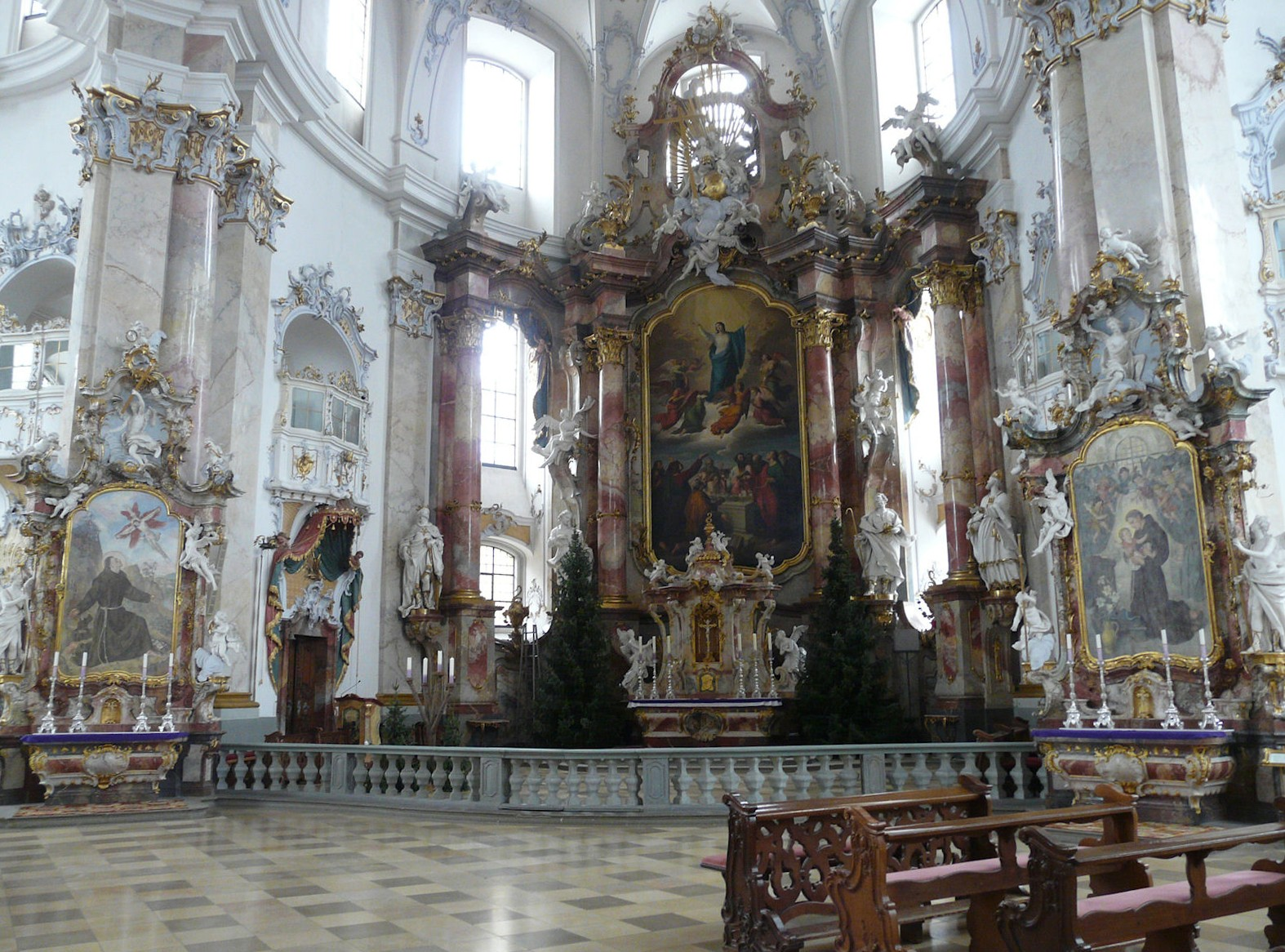
Hoofdaltaar
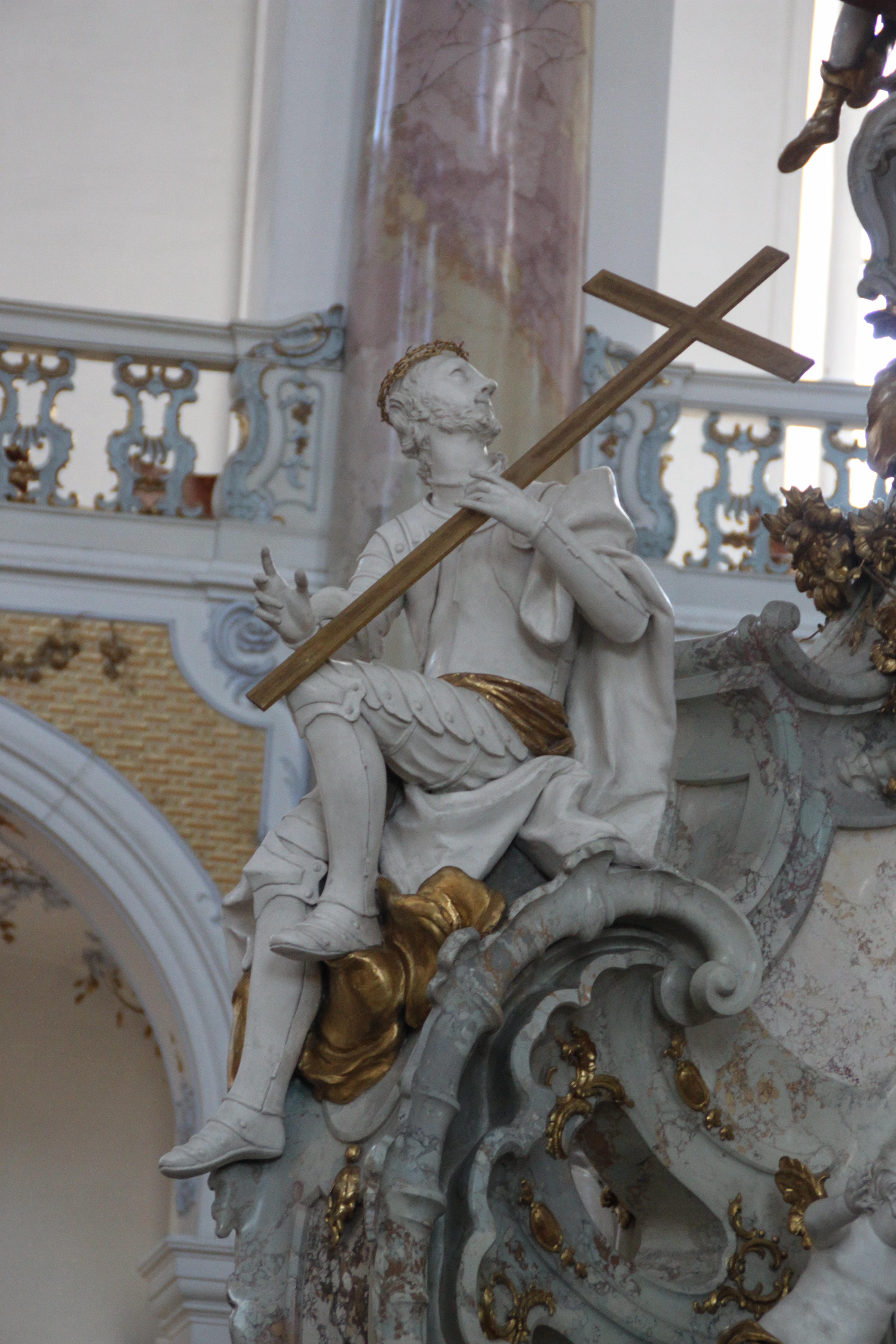
detail Genade-altaar
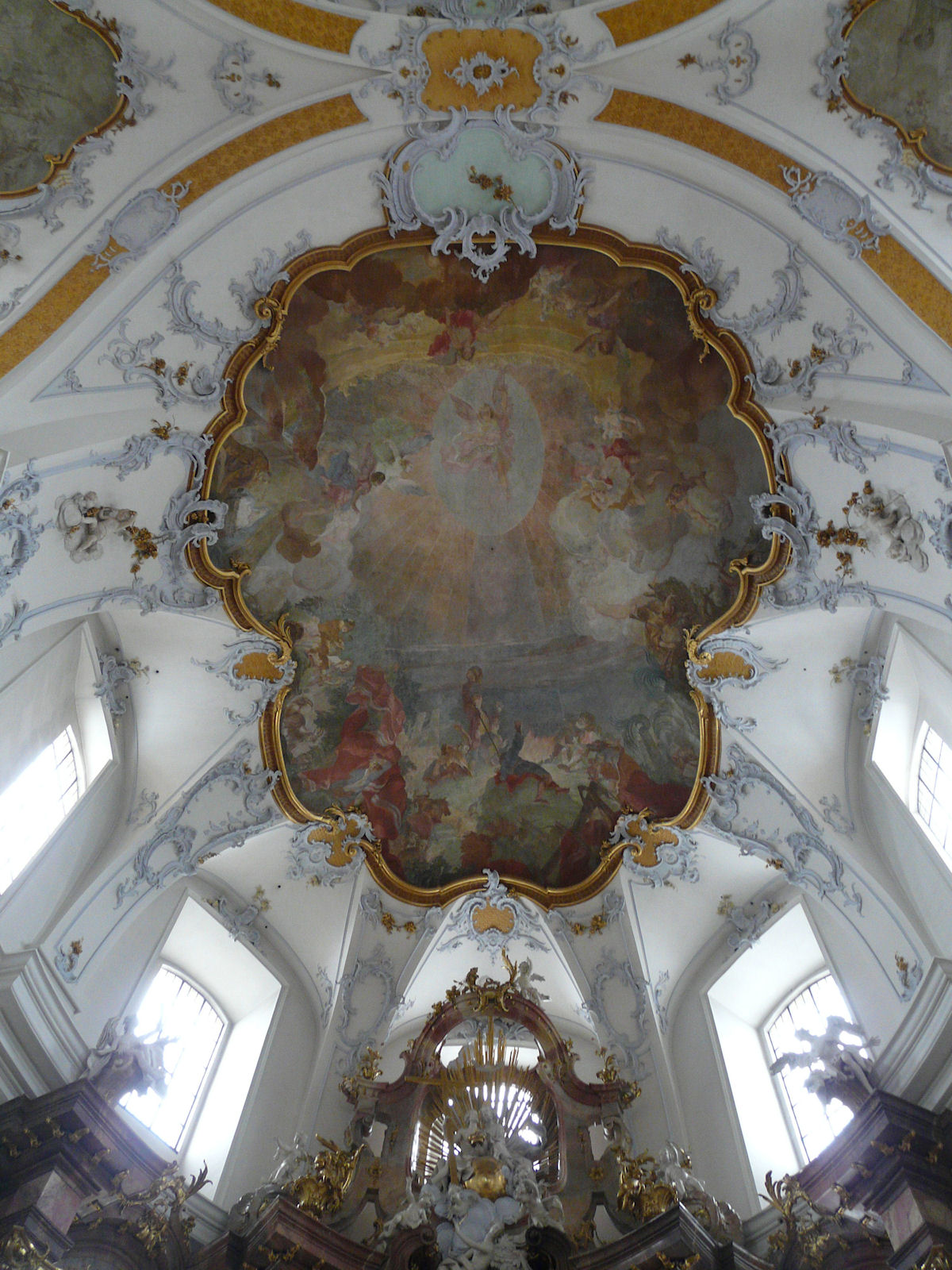
Fresco
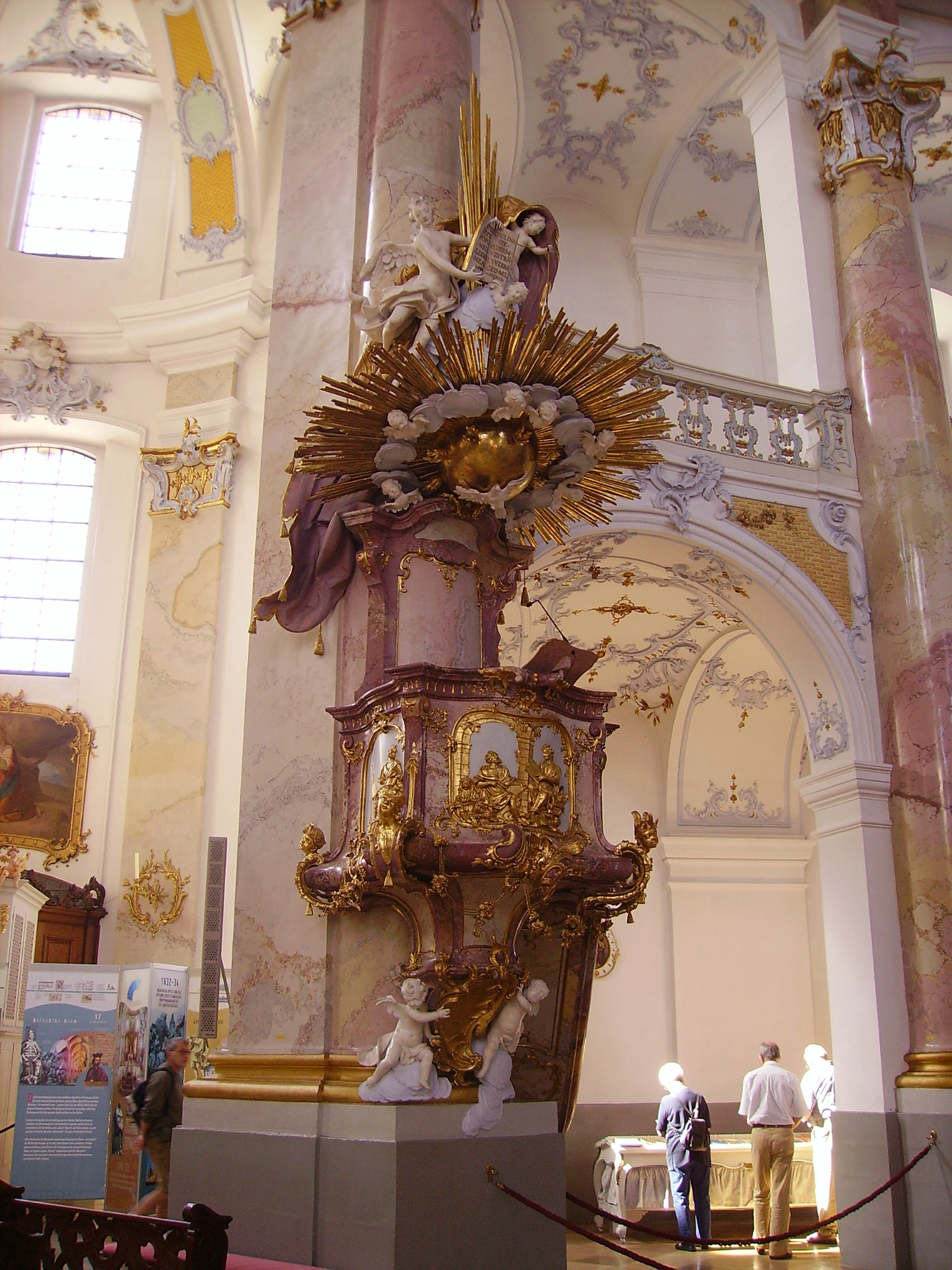
Preekgestoelte
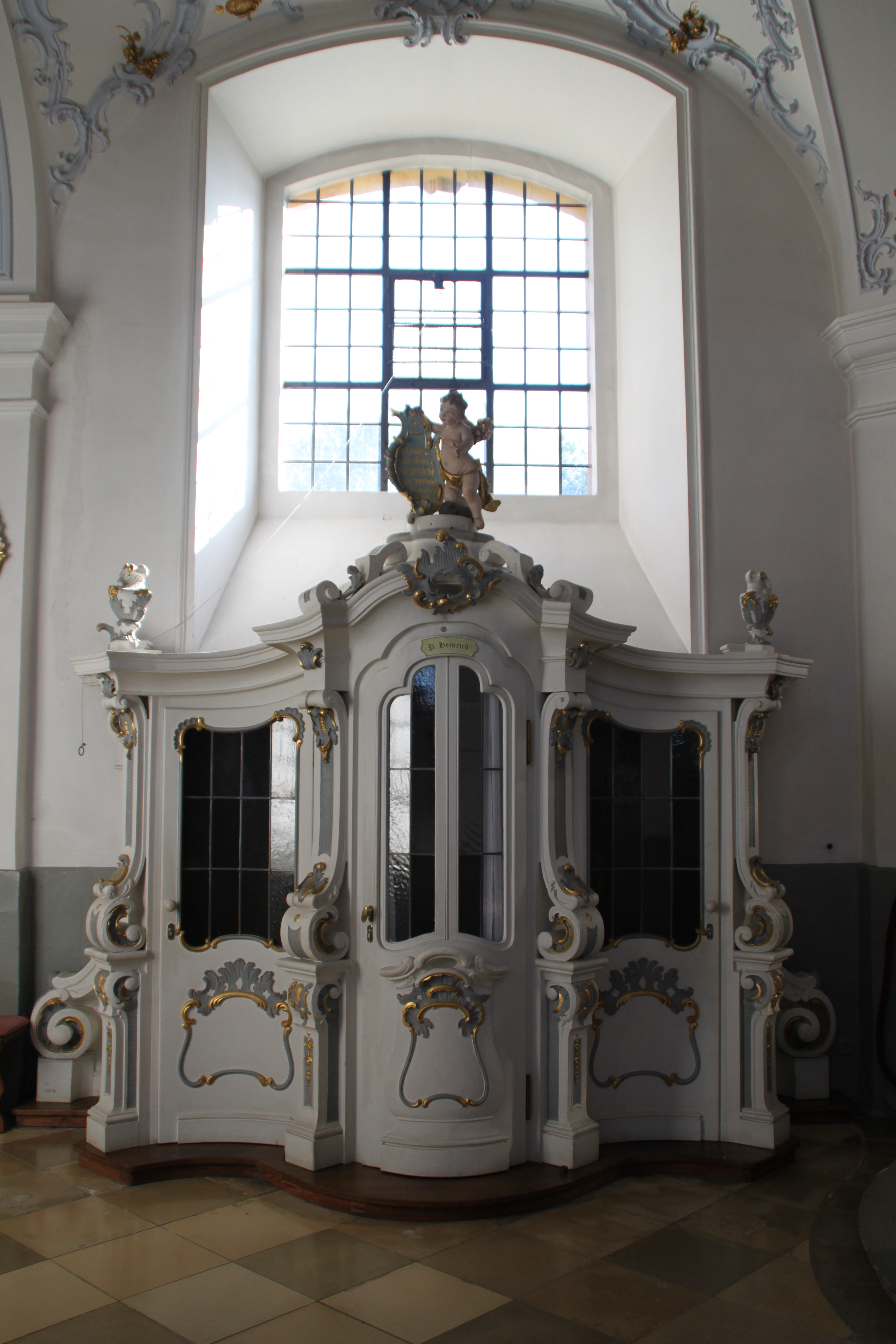
Biechthok
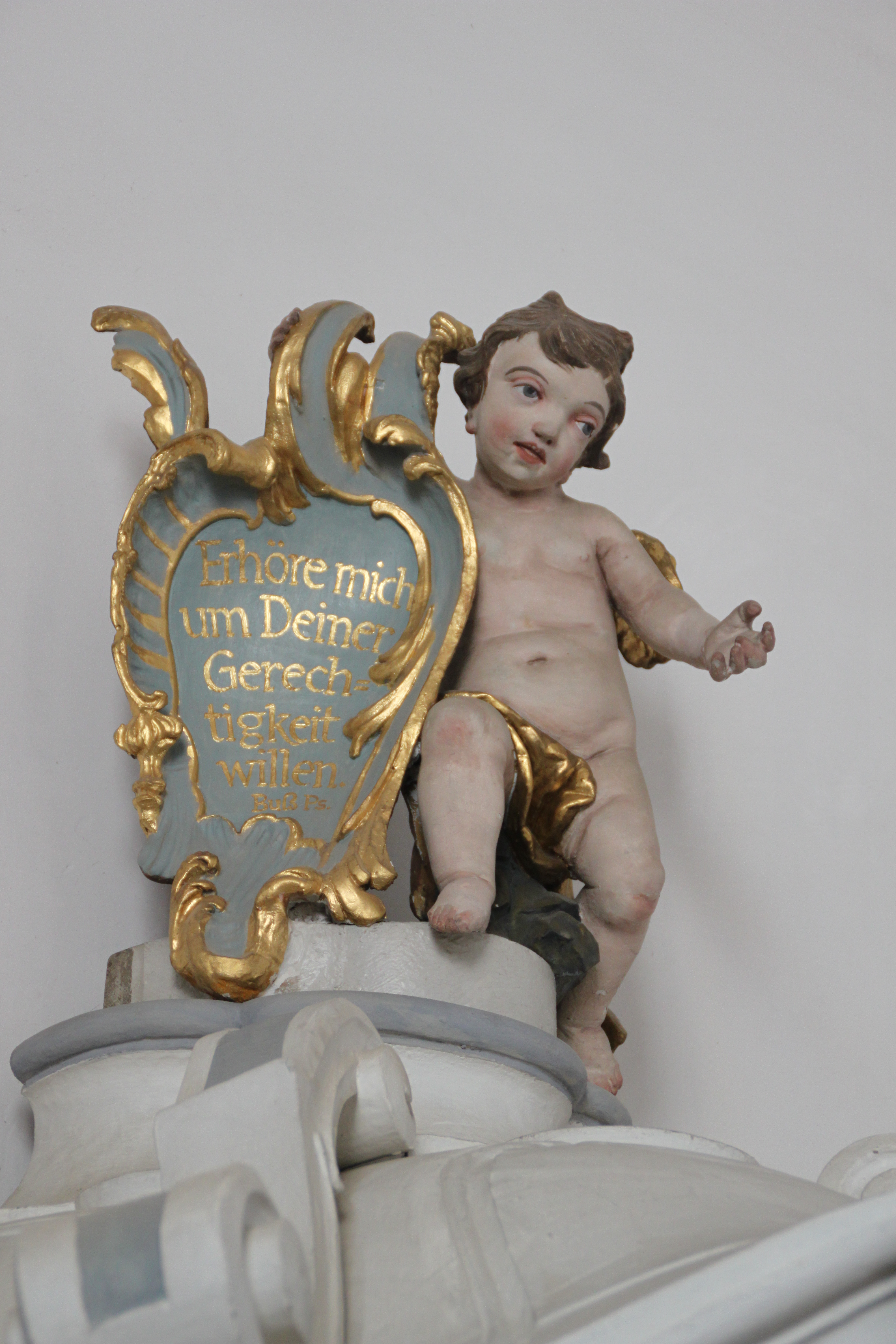
Bekroning biechtstoel